# Milaan-Vignola
Milaan-Vignola was een Italiaanse wielerwedstrijd die werd georganiseerd tussen 1952 en 1996. Daarna werd de wedstrijd voortgezet onder de naam GP Beghelli, de Gran Premio Bruno Beghelli; de aankomstplaats werd Monteveglio. De wedstrijd vindt elk jaar in oktober plaats. De meeste overwinningen werden behaald door de Belg Rik Van Linden en de Italianen Adriano Durante en Marino Basso, die elk driemaal wonnen.

## Lijst van winnaars

### Meervoudige winnaars
| Overwinningen | Renner          | Land   | Jaren              |
| ------------- | --------------- | ------ | ------------------ |
| 3             | Adriano Durante | Italië | 1963 + 1966 + 1970 |
| 3             | Marino Basso    | Italië | 1968 + 1971 + 1973 |
| 3             | Rik Van Linden  | België | 1975 + 1976 + 1978 |
| 2             | Adriano Zamboni | Italië | 1958 + 1959        |
| 2             | Guido de Rosso  | Italië | 1964 + 1965        |
| 2             | Adriano Baffi   | Italië | 1988 + 1989        |

### Overwinningen per land
| Overwinningen | Land       |
| ------------- | ---------- |
| 32            | Italië     |
| 6             | België     |
| 2             | Duitsland  |
| 1             | Kazachstan |